# Ziegenberg (Sachsen-Anhalt)
Koordinaten: 51° 35′ 15″ N, 11° 12′ 45″ O
Der Ziegenberg ist ein Naturschutzgebiet in den Städten Mansfeld im Landkreis Mansfeld-Südharz und Harzgerode im Landkreis Harz in Sachsen-Anhalt.
Das Naturschutzgebiet mit dem Kennzeichen NSG 0079 ist 25,79 Hektar groß. Davon entfallen 17,66 Hektar auf den Landkreis Mansfeld-Südharz und 8,13 Hektar auf den Landkreis Harz. Das Naturschutzgebiet ist deckungsgleich mit dem FFH-Gebietes „Ziegenberg bei Königerode“ und liegt innerhalb des Landschaftsschutzgebietes „Harz und Vorländer“. Das Gebiet steht seit dem 1. Mai 1961 unter Schutz. Zuständige untere Naturschutzbehörden sind die Landkreise Mansfeld-Südharz und Harz.
Das aus zwei Teilen bestehende Naturschutzgebiet liegt südlich des Harzgeroder Ortsteils Königerode und westlich des Mansfelder Ortsteils Braunschwende im Naturpark Harz/Sachsen-Anhalt (Mansfelder Land). Es stellt naturnahe Traubeneichen-Hainbuchenwälder an ihrer Höhenverbreitungsgrenze im Harz unter Schutz. Im südlichen, größeren Teil des Naturschutzgebietes stocken die Waldgesellschaften auf dem Plateau des rund 371,2 Meter hohen Ziegenbergs sowie den zum Tal der Schmalen Wipper abfallenden, überwiegend nach Süden exponierten Steilhang. Im nördlichen, kleineren Teil des Naturschutzgebietes beinhaltet dieses einen Teil des Plateaus des 390,7 Meter hohen Wendebergs.
Die Waldgesellschaften auf dem Oberhang des Ziegenbergs stellen sich als Traubeneichen-Hainbuchenwald mit Feldahorn und Elsbeere dar. Die Krautschicht wird u. a. von Straußblütiger Wucherblume, Echter Schlüsselblume und Pfirsichblättriger Glockenblume gebildet. Auf den geröllreichen Steilhängen des Ziegenbergs stockt ein Blockhaldenwald mit Spitzahorn und Winterlinde. In der Strauchschicht kommen Gemeine Hasel, Rote Heckenkirsche und Alpenjohannisbeere vor. Die Krautschicht wird von Waldbingelkraut, Gewöhnlichem Tüpfelfarn und Braunstieligem Streifenfarn gebildet. Am Hangfuß zur Schmalen Wipper stockt ein Winkelseggen-Eschenwald mit Gewöhnlichem Schneeball, Gegenblättrigem Milzkraut und Bitterem Schaumkraut.
Auf dem Plateau des Wendebergs stockt buchenreicher Waldlabkraut-Traubeneichen-Hainbuchenwald. Die Krautschicht wird hier überwiegend von mesophilen Arten wie Haselwurz, Leberblümchen und Türkenbundlilie gebildet.
Die Wälder des Naturschutzgebietes sind u. a. Lebensraum für Höhlenbrüter wie Hohltaube, Grau- und Mittelspecht.